# Algernonia brasiliensis
Algernonia brasiliensis är en törelväxtart som beskrevs av Henri Ernest Baillon. Algernonia brasiliensis ingår i släktet Algernonia och familjen törelväxter. Inga underarter finns listade i Catalogue of Life.